# Луценина позиција
Овај чланак користи алгебарску шаховску нотацију како би се описали шаховски потези.
|   | a                                                                             | b                                                                             | c                                                                             | d                                                                             | e                                                                             | f                                                                             | g                                                                             | h                                                                             |   |
| 8 | e8 black king · g8 white king · g7 white pawn · h2 black rook · f1 white rook | e8 black king · g8 white king · g7 white pawn · h2 black rook · f1 white rook | e8 black king · g8 white king · g7 white pawn · h2 black rook · f1 white rook | e8 black king · g8 white king · g7 white pawn · h2 black rook · f1 white rook | e8 black king · g8 white king · g7 white pawn · h2 black rook · f1 white rook | e8 black king · g8 white king · g7 white pawn · h2 black rook · f1 white rook | e8 black king · g8 white king · g7 white pawn · h2 black rook · f1 white rook | e8 black king · g8 white king · g7 white pawn · h2 black rook · f1 white rook | 8 |
| 7 | e8 black king · g8 white king · g7 white pawn · h2 black rook · f1 white rook | e8 black king · g8 white king · g7 white pawn · h2 black rook · f1 white rook | e8 black king · g8 white king · g7 white pawn · h2 black rook · f1 white rook | e8 black king · g8 white king · g7 white pawn · h2 black rook · f1 white rook | e8 black king · g8 white king · g7 white pawn · h2 black rook · f1 white rook | e8 black king · g8 white king · g7 white pawn · h2 black rook · f1 white rook | e8 black king · g8 white king · g7 white pawn · h2 black rook · f1 white rook | e8 black king · g8 white king · g7 white pawn · h2 black rook · f1 white rook | 7 |
| 6 | e8 black king · g8 white king · g7 white pawn · h2 black rook · f1 white rook | e8 black king · g8 white king · g7 white pawn · h2 black rook · f1 white rook | e8 black king · g8 white king · g7 white pawn · h2 black rook · f1 white rook | e8 black king · g8 white king · g7 white pawn · h2 black rook · f1 white rook | e8 black king · g8 white king · g7 white pawn · h2 black rook · f1 white rook | e8 black king · g8 white king · g7 white pawn · h2 black rook · f1 white rook | e8 black king · g8 white king · g7 white pawn · h2 black rook · f1 white rook | e8 black king · g8 white king · g7 white pawn · h2 black rook · f1 white rook | 6 |
| 5 | e8 black king · g8 white king · g7 white pawn · h2 black rook · f1 white rook | e8 black king · g8 white king · g7 white pawn · h2 black rook · f1 white rook | e8 black king · g8 white king · g7 white pawn · h2 black rook · f1 white rook | e8 black king · g8 white king · g7 white pawn · h2 black rook · f1 white rook | e8 black king · g8 white king · g7 white pawn · h2 black rook · f1 white rook | e8 black king · g8 white king · g7 white pawn · h2 black rook · f1 white rook | e8 black king · g8 white king · g7 white pawn · h2 black rook · f1 white rook | e8 black king · g8 white king · g7 white pawn · h2 black rook · f1 white rook | 5 |
| 4 | e8 black king · g8 white king · g7 white pawn · h2 black rook · f1 white rook | e8 black king · g8 white king · g7 white pawn · h2 black rook · f1 white rook | e8 black king · g8 white king · g7 white pawn · h2 black rook · f1 white rook | e8 black king · g8 white king · g7 white pawn · h2 black rook · f1 white rook | e8 black king · g8 white king · g7 white pawn · h2 black rook · f1 white rook | e8 black king · g8 white king · g7 white pawn · h2 black rook · f1 white rook | e8 black king · g8 white king · g7 white pawn · h2 black rook · f1 white rook | e8 black king · g8 white king · g7 white pawn · h2 black rook · f1 white rook | 4 |
| 3 | e8 black king · g8 white king · g7 white pawn · h2 black rook · f1 white rook | e8 black king · g8 white king · g7 white pawn · h2 black rook · f1 white rook | e8 black king · g8 white king · g7 white pawn · h2 black rook · f1 white rook | e8 black king · g8 white king · g7 white pawn · h2 black rook · f1 white rook | e8 black king · g8 white king · g7 white pawn · h2 black rook · f1 white rook | e8 black king · g8 white king · g7 white pawn · h2 black rook · f1 white rook | e8 black king · g8 white king · g7 white pawn · h2 black rook · f1 white rook | e8 black king · g8 white king · g7 white pawn · h2 black rook · f1 white rook | 3 |
| 2 | e8 black king · g8 white king · g7 white pawn · h2 black rook · f1 white rook | e8 black king · g8 white king · g7 white pawn · h2 black rook · f1 white rook | e8 black king · g8 white king · g7 white pawn · h2 black rook · f1 white rook | e8 black king · g8 white king · g7 white pawn · h2 black rook · f1 white rook | e8 black king · g8 white king · g7 white pawn · h2 black rook · f1 white rook | e8 black king · g8 white king · g7 white pawn · h2 black rook · f1 white rook | e8 black king · g8 white king · g7 white pawn · h2 black rook · f1 white rook | e8 black king · g8 white king · g7 white pawn · h2 black rook · f1 white rook | 2 |
| 1 | e8 black king · g8 white king · g7 white pawn · h2 black rook · f1 white rook | e8 black king · g8 white king · g7 white pawn · h2 black rook · f1 white rook | e8 black king · g8 white king · g7 white pawn · h2 black rook · f1 white rook | e8 black king · g8 white king · g7 white pawn · h2 black rook · f1 white rook | e8 black king · g8 white king · g7 white pawn · h2 black rook · f1 white rook | e8 black king · g8 white king · g7 white pawn · h2 black rook · f1 white rook | e8 black king · g8 white king · g7 white pawn · h2 black rook · f1 white rook | e8 black king · g8 white king · g7 white pawn · h2 black rook · f1 white rook | 1 |
|   | a                                                                             | b                                                                             | c                                                                             | d                                                                             | e                                                                             | f                                                                             | g                                                                             | h                                                                             |   |

Луценина позиција је позиција која може настати у шаховској завршници, а која је названа по Луцени иако се та позиција не помиње у његовој књизи већ ју је први пут објавио Алесандро Салвио, 1634. године.
Луценина позиција је кључ у свим топовским завршницама. Када на шаховској табли остане краљ, топ и пешак против краља и топа, страна која има материјалну предност (пешака више) добиће партију ако успе да успостави Луценину позицију (види дијаграм). Карактеристична Луценина позиција настаје кад је пешак материјално јаче стране већ доспео на седми ред.
У позицији на дијаграму, бели добија ма ко да је на потезу. Ако је црни на потезу (што је тежи случај), игра се може наставити овако (дати су најбољи потези и за беле и за црне):
1. .. Тх3 2. Тф4 („градња моста“ је подесан опис ове добитничке методе) Тх1 3. Те4+ Кд7 4. Кф7 Тф1+ 5. Кг6 Тг1+ 6. Кф6 Тф1+ (ако 6. .. Тг2 7. Те5 и затим Тг4, док на 6. .. Кд6 следи 7. Тд4+ Кц6 8. Тд8 Тф2+ 9. Ке5 Те2 10. Кф4 итд.) 7. Кг5 Тг1+ 8. Тг4 и добија.
Ако црни топ напусти крајњу линију, рецимо: 1. .. Те2, тада 2. Тх1 дозвољава излазак белог краља на х8 или х7, ослобађајући пешака. Ако црни краљ иде на е7 и ф6, бели краљ иде на ф8, нпр. 1. .. Ке7 2. Те1+ Кф6 (2. .. Кд6 Те4 као што је већ анализирано) 3. Кф8.
Та позиција се може постићи ако је бели пешак на петом реду, а црни краљ одсечен, и тада бели увек добија, али ако је бели пешак на четвртом реду, бели добија једино онда ако бели држи црног краља удаљеног бар три линије од пешака. Тако, ако је пешак на б-линији, краљ мора бити на ф-линији. Но, има случајева кад бели добија и кад је краљ много ближе, на пример када је између краља и пешака удаљеност два или више редова, а уопштено речено, то су случајеви из којих може настати Луценина позиција.